# Отра
Отра (норв. Otra) — найбільша річка у районі Серланн, що на півдні Норвегії.
Витоки формуються в горах Сетесдальшеін у фюльке Еуст-Агдер. Сама річка бере початок з озера Бреідватн, потім тече до Крістіансанну. Довжина річки 245 км, площа басейну — близько 3740 км². Отра посідає восьме місце в списку найдовший річок Норвегии.

## Каскад ГЕС
На річці споруджено 12 гідроелектростанцій, які виробляють більшу частину електроенергії для південної частини Норвегії: ГЕС Холен І-ІІ, ГЕС Холен III, ГЕС Brokke, ГЕС Hekni, ГЕС Iveland, ГЕС Nomeland, ГЕС Steinsfoss, ГЕС Hunsfoss.